# Hanny Michaelis
Hanny Michaelis (Amsterdam, 9 de desembre de 1922 - 11 de juny de 2007) va ser una poetessa neerlandesa.
Va ser filla d'Alfred Michaelis i Gonda Sara Swaab, tots dos jueus, i nascuda en Amsterdam. Els seus pares van ser enviats al Camp d'extermini de Sobibor el 1943 i mai van tornar. Ella va viure en la clandestinitat des de 1942 a 1945. Després de la Segona Guerra Mundial, Michaelis va treballar per al departament d'Assumptes Artístics del municipi d'Amsterdam.
El 1948, va contreure matrimoni amb l'escriptor Gerard Reve; es van separar el 1959. Va ser guardonada amb el Premi Anna Bijns de 1996.
El seu treball té un to predominant de malenconia, solitud i desesperació, a pesar que la seva última col·lecció de poemes tenen un to més i moments d'humor. Michaelis va morir a Amsterdam a l'edat de 84.{

## Col·leccions de poesia
- Klein voorspel (1949)
- Aigua uit de rots (1957)
- Tegen de wind in (1962)
- Onvoorzien (1966); per la qual obra se li va atorgar el Premi Jan Campert[1]
- De rots van Gibraltar (1970)
- Wegdraven naar een nieuw Utopia (1971)[3]